# Riot Act Tour
Riot Act Tour – dziewiąta trasa koncertowa grupy muzycznej Pearl Jam, w jej trakcie odbyły się siedemdziesiąt trzy koncerty. Trasa promowała siódmy album studyjny grupy – Riot Act.

## Program koncertów
| 1. "1/2 Full" 2. "Alive" 3. "All or None" 4. "All Those Yesterdays" 5. "Animal" 6. "Arc" 7. "Better Man" 8. "Black" 9. "Blood" 10. "Brain of J" 11. "Breakerfall" 12. "Breath" 13. "Bu$hleaauger" 14. "Can't Keep" 15. "Corduroy" 16. "Cropduster" 17. "Daughter" 18. "Dead Man" 19. "Dissident" 20. "Do the Evolution" 21. "Drifting" 22. "Elderly Woman Behind the Counter" 23. "Evacuation" 24. "Even Flow" 25. "Faithfull" 26. "Footsteps" 27. "Free Jazz" 28. "Get Right" 29. "Ghost" 30. "Given to Fly" 31. "Glorifield G" 32. "Go" 33. "God's Dice" 34. "Green Diseace" 35. "Grievance" 36. "Habit" 37. "Hail, Hail" 38. "Help Help" 39. "I Am Mine" 40. "I Got Id" 41. "Immortality" 42. "In Hiding" 43. "In My Tree" 44. "Indifference" 45. "Insignificance" 46. "Jeremy" 47. "Last Exit" 48. "Leatherman" 49. "Light Years" 50. "Long Road" 51. "Love Boat Captain" 52. "Low Light" 53. "Lukin" 54. "Mankind" 55. "MFC" 56. "Nothing as It Seems" 57. "Nothingman" 58. "Oceans" 59. "Off the Girl" 60. "Off He Goes" 61. "Once" 62. "Parting Ways" 63. "Porch" 64. "Present Tense" 65. "Rearviewmirror" 66. "Red Mosquito" 67. "Release" 68. "Rival" 69. "Satan’s Bed" 70. "Save You" 71. "Sleight of Hand" 72. "Smile" 73. "Sometimes" 74. "Soon Forget" 75. "Spin the Black Circle" 76. "State of Love and Trust" 77. "Thin Air" 78. "Thumbing My Way" 79. "U" 80. "Untitled" 81. "W.M.A." (fragment) 82. "Wash" 83. "Whipping" 84. "Why Go" 85. "Wishlist" 86. "Yellow Ledbetter" 87. "You Are" | 1. "Androgynous Mind" (Sonic Youth) (fragment) 2. "Another Brick in the Wall" (Pink Floyd) (fragment) 3. "Atomic Dog" (George Clinton) (fragment) 4. "Baba O’Riley" (The Who) 5. "Blitzkrieg Bop" (Ramones) (fragment) 6. "Blue, Red and Grey" (The Who) 7. "Crazy Mary" (Victoria Williams) 8. "Crown of Thors" (Mother Love Bone) 9. "Dig Me Out" (Sliter-Kinney) (fragment) 10. "Don't Be Shy" (Cat Stevens) 11. "Don't Believe In Christmas" (The Sonics) 12. "Driven to Tears" (The Police) 13. "Everyday" (Buddy Holly) 14. "Fortunate Son" (Creedence Clearwater Revival) 15. "Fuckin' Up" (Neil Young) 16. "Gimme Some Truth" (John Lennon) 17. "Give Peace a Chance" (Plastic Ono Band) (fragment) 18. "Growin' Up" (Bruce Springsteen) 19. "Guntanamara" (Joseíto Fernández) 20. "Happy Birthday" (melodia tradycyjna) 21. "Highway To Hell" (AC/DC) (fragment) 22. "History Never Repeats" (Split Enz) 23. "Hunger Strike" (Temple of the Dog) 24. "I Am A Patriot" (Steven Van Zandt) 25. "I Believe in Miracles" (Ramones) 26. "I See Red" (Split Enz) 27. "I Won’t Back Down" (Tom Petty) 28. "I've Been Tired" (Pixies) (fragment) 29. "Interstellar Overdrive" (Pink Floyd) (fragment) 30. "Jools and Jim" (Pete Townshend) (fragment) 31. "The Kids Are Alright" (The Who) 32. "Know Your Rights" (The Clash) 33. "La Bamba" (Ritchie Valens) 34. "Last Kiss" (Wayne Cochran) 35. "Luck Be A Lady" (Frank Sinatra) (fragment) 36. "No More Pain" (Embrace) (fragment) 37. "Nobody's Fault Be Mine" (Led Zeppelin) (fragment) 38. "People Have The Power" (Patti Smith) 39. "Rains on Me" (Tom Waits) (fragment) 40. "Rockin’ in the Free World" (Neil Young) 41. "Save it for Later" (The Beat) 42. "Should I Stay or Should I Go" (The Clash) (fragment) 43. "Soldier of Love (Lay Down Your Arms)" (Arthur Alexander) 44. "Song X" (Neil Young) (fragment) 45. "Sonic Reducer" (The Dead Boys) 46. "Start Me Up" (The Rolling Stones) (fragment) 47. "Throw Your Arms Around Me" (Hunters & Collectors) 48. "War" (Edwin Starr) (fragment) 49. "Why Can't I Touch It" (Buzzcocks) (fragment) 50. "Wild Thing" (The Troggs) (fragment) 51. "With On My Town Two Hands" (Ben Harper) (fragment) 52. "You've Got Hide Your Love Away" (The Beatles) |

## Lista koncertów

### Koncerty wstępne
1. 5 grudnia 2002 – Seattle, Waszyngton – The Showbox
2. 6 grudnia 2002 – Seattle, Waszyngton - The Showbox
3. 8 grudnia 2002 – Seattle, Waszyngton – KeyArena
4. 9 grudnia 2002 – Seattle, Waszyngton - KeyArena

### Australia
1. 8 lutego 2003 – Brisbane, Entertainment Centre
2. 9 lutego 2003 – Brisbane, Entertainment Centre
3. 11 lutego 2003 – Sydney, Entertainment Centre
4. 13 lutego 2003 – Sydney, Entertainment Centre
5. 14 lutego 2003 – Sydney, Entertainment Centre
6. 16 lutego 2003 – Adelaide, Entertainment Centre
7. 18 lutego 2003 – Melbourne, Rod Laver Arena
8. 19 lutego 2003 – Melbourne, Rod Laver Arena
9. 20 lutego 2003 – Melbourne, Rod Laver Arena
10. 23 lutego 2003 – Perth, Burswood Dome

### Japonia
1. 1 marca 2003 – Jokohama, Pacifico Yokohama
2. 3 marca 2003 – Tokio, Nippon Budōkan
3. 4 marca 2003 – Osaka, Kosei Nenkin Kaika
4. 6 marca 2003 – Nagoja, Nagoyashi Kokaido

### Ameryka Północna - część 1
1. 1 kwietnia 2003 – Denver, Kolorado, USA – Pepsi Center
2. 3 kwietnia 2003 – Oklahoma City, Oklahoma, USA – Ford Center
3. 5 kwietnia 2003 – San Antonio, Teksas, USA – Verizon Wireless Amphitheatre
4. 6 kwietnia 2003 – The Woodlands, Teksas, USA – The Cynthia Woods Michelle Pavillion
5. 8 kwietnia 2003 – Nowy Orlean, Luizjana, USA – UNO Lakefront Arena
6. 9 kwietnia 2003 – Pelham, Alabama, USA – Oak Mountain Amphitheater
7. 11 kwietnia 2003 – West Palm Beach, Floryda, USA – Sound Advice Amphitheatre
8. 12 kwietnia 2003 – Orlando, Floryda, USA – House of Blues
9. 13 kwietnia 2003 – Tampa, Floryda, USA – St. Pete Times Forum
10. 15 kwietnia 2003 – Raleigh, Karolina Północna, USA – Alltel Pavillion at Wallnut Creek
11. 16 kwietnia 2003 – Charlotte, Karolina Północna, USA – Verizon Wireless Amphitheatre
12. 18 kwietnia 2003 – Antioch, Tennessee, USA – AmSouth Amphitheater
13. 19 kwietnia 2003 – Atlanta, Georgia, USA – HiFi Buys Amphitheatre
14. 21 kwietnia 2003 – Lexington, Kentucky, USA – Rupp Arena
15. 22 kwietnia 2003 – Saint Louis, Missouri, USA – Sawis Center
16. 23 kwietnia 2003 – Champaign, Illinois, USA – Assembly Hall
17. 25 kwietnia 2003 – Cleveland, Ohio, USA – Gund Arena
18. 26 kwietnia 2003 – Pittsburgh, Pensylwania, USA – Mellon Arena
19. 28 kwietnia 2003 – Filadelfia, Pensylwania, USA – First Union Spectrum
20. 30 kwietnia 2003 – Uniondale, Nowy Jork, USA – Nassau Coliseum
21. 2 maja 2003 – Buffalo, Nowy Jork, USA – HSBC Arena
22. 3 maja 2003 – University Park, Pensylwania, USA – Bryce Jordan Center

### Ameryka Północna - część 2
1. 28 maja 2003 – Missoula, Montana, USA – Adams Fieldhouse na University of Montana-Missoula
2. 30 maja 2003 – Vancouver, Kolumbia Brytyjska, Kanada – General Motors Place
3. 1 czerwca 2003 – Mountain View, Kalifornia, USA – Shoreline Amphitheatre
4. 2 czerwca 2003 – Irvine, Kalifornia, USA – Verizon Wireless Amphitheatre
5. 3 czerwca 2003 – Irvine, Kalifornia, USA – Verizon Wireless Amphitheatre
6. 5 czerwca 2003 – San Diego, Kalifornia, USA – San Diego Sports Arena
7. 6 czerwca 2003 – Las Vegas, Nevada, USA – MGM Grand Arena
8. 7 czerwca 2003 – Phoenix, Arizona, USA – Cricket Pavillion
9. 9 czerwca 2003 – Dallas, Teksas, USA – Smirnoff Music Centre
10. 10 czerwca 2003 – Little Rock, Arkansas, USA – Alltel Arena
11. 12 czerwca 2003 – Bonner Springs, Kansas, USA – Verizon Wireless Amphitheater
12. 13 czerwca 2003 – Council Bluffs, Iowa, USA – Mid-America Center
13. 15 czerwca 2003 – Fargo, Dakota Północna, USA – Fargodome
14. 16 czerwca 2003 – Saint Paul, Minnesota, USA – Xcel Energy Center
15. 18 czerwca 2003 – Chicago, Illinois, USA – United Center
16. 19 czerwca 2003 – Cincinnati, Ohio, USA – Riverbend Music Center
17. 21 czerwca 2003 – East Troy, Wisconsin, USA – Alpine Valley Music Theatre
18. 22 czerwca 2003 – Noblesville, Indiana, USA – Verizon Wireless Music Center
19. 24 czerwca 2003 – Columbus, Ohio, USA – Polaris Amphitheater
20. 25 czerwca 2003 – Clarkston, Michigan, USA – DTE Energy Music Theater
21. 26 czerwca 2003 – Clarkston, Michigan, USA – DTE Energy Music Theater
22. 28 czerwca 2003 – Toronto, Ontario, Kanada – Molson Amphitheater
23. 29 czerwca 2003 – Montreal, Quebec, Kanada – Bell Centre
24. 1 lipca 2003 – Bristow, Wirginia, USA – Nissan Pavillion
25. 2 lipca 2003 – Mansfield, Massachusetts, USA – Tweeter Center Boston
26. 3 lipca 2003 – Mansfield, Massachusetts, USA – Tweeter Center Boston
27. 5 lipca 2003 – Camden, New Jersey, USA – Tweeter Center at the Waterfront
28. 6 lipca 2003 – Camden, New Jersey, USA – Tweeter Center at the Waterfront
29. 8 lipca 2003 – Nowy Jork, Nowy Jork, USA – Madison Square Garden
30. 9 lipca 2003 – Nowy Jork, Nowy Jork, USA – Madison Square Garden
31. 11 lipca 2003 – Mansfield, Massachusetts, USA – Tweeter Center Boston
32. 12 lipca 2003 – Hershey, Pensylwania, USA – HersheyPark Stadium
33. 14 lipca 2003 – Holmdel, New Jersey, USA – PNC Bank Arts Center
34. 17 lipca 2003 – m. Meksyk, Meksyk, USA – Palacio de los Deportes
35. 18 lipca 2003 – m. Meksyk, Meksyk, USA – Palacio de los Deportes
36. 19 lipca 2003 – m. Meksyk, Meksyk, USA – Palacio de los Deportes

## Muzycy
- Eddie Vedder – wokal prowadzący i gitara elektryczna
- Stone Gossard – gitara rytmiczna
- Mike McReady – gitara prowadząca
- Jeff Ament – gitara basowa
- Matt Cameron – perkusja
- Boom Gaspar – organy Hammonda i keyboardy (jako muzyk dodatkowy)

## Artyści występujący przed Pearl Jam
- Betchadupa
- Brad
- Buzzcocks
- Johnny Marr
- Mudhoney
- Sleater-Kinney
- Sparta